# Sân bay quốc tế Aden
Sân bay quốc tế Aden là một sân bay ở Aden, Yemen (IATA: ADE, ICAO: OYAA). Sân bay này có 1 đường băng dài 3100 m, bề mặt rải asphalt.

## Các hãng hàng không và các tuyến điểm
- African Express Airways (Mogadishu, Nairobi)
- Djibouti Airlines (Thành phố Djibouti)
- Royal Jordanian (Amman)
- Yemenia Yemen Airways (Abu Dhabi, Cairo, Dubai, Jeddah, London-Heathrow, Mumbai, Riyan Mukalla, Rome, Sanaa, Seiyun, Socotra)
- Uzbekistan Airways (Lahore, Tashkent)